# Società di produzione
Una società di produzione (o casa di produzione) provede a fornire la base fisica delle opere televisive, radiofoniche, cinematografiche, arti performative e nuova arte mediatica.

## Compito e funzione
Una società di produzione può essere direttamente la responsabile della raccolta fondi per la produzione, oppure può farlo attraverso una società madre, un partner o un investitore privato. La società gestisce il budgeting, la pianificazione, lo scripting, l'offerta dei talenti e delle risorse, l'organizzazione del personale, la produzione stessa, la post-produzione, la distribuzione e il marketing. Le aziende di produzione sono spesso possedute o contrattate attraverso un conglomerato mediatico, studio cinematografico, società di intrattenimento o Motion Picture Company, che agiscono come partner o società madre della società di produzione. Nel tempo tutte queste opzioni sono diventate note come "studio system". Queste società possono essere anche mainstream, indipendenti (come Lucasfilm) o completamente indipendenti (come Lionsgate). Nel caso della televisione, una società produttrice è gestita sotto una rete televisiva. Le aziende di produzione possono anche lavorare insieme in coproduzioni.